# Morsø Provsti
Morsø Provsti er et provsti i Aalborg Stift.  Provstiet ligger i Morsø Kommune.
Morsø Provsti består af 32 sogne med 33 kirker, fordelt på 8 pastorater.

## Pastorater
| Pastorater i Morsø Provsti              | Pastorater i Morsø Provsti                 | Pastorater i Morsø Provsti                   |
| --------------------------------------- | ------------------------------------------ | -------------------------------------------- |
| Flade-Bjergby-Sundby-Skallerup Pastorat | Frøslev-Mollerup-Ovtrup-Dragstrup Pastorat | Galtrup-Øster Jølby-Erslev-Solbjerg Pastorat |
| Lødderup-Elsø-Ljørslev-Ørding Pastorat  | Nordmors Pastorat                          | Nykøbing M-Tødsø Pastorat                    |
| Sydmors Pastorat                        | Sydvestmors Pastorat                       |                                              |

## Sogne
| Sogne i Morsø Provsti       | Sogne i Morsø Provsti | Sogne i Morsø Provsti |
| --------------------------- | --------------------- | --------------------- |
| Agerø Sogn                  | Alsted Sogn           | Bjergby Sogn          |
| Dragstrup Sogn              | Ejerslev Sogn         | Elsø Sogn             |
| Erslev Sogn                 | Flade Sogn            | Frøslev Sogn          |
| Galtrup Sogn                | Hvidbjerg Sogn        | Jørsby Sogn           |
| Karby Sogn                  | Ljørslev Sogn         | Lødderup Sogn         |
| Mollerup Sogn               | Nykøbing M Sogn       | Ovtrup Sogn           |
| Rakkeby Sogn                | Redsted Sogn          | Sejerslev Sogn        |
| Skallerup Sogn              | Solbjerg Sogn         | Sundby Sogn           |
| Sønder Dråby Sogn           | Tæbring Sogn          | Tødsø Sogn            |
| Vejerslev Sogn              | Vester Assels Sogn    | Ørding Sogn           |
| Øster Assels-Blidstrup Sogn | Øster Jølby Sogn      |                       |